# 西部鎮區 (明尼蘇達州奧特泰爾縣)
西部鎮區（英語：Western Township）是位於美國明尼蘇達州奧特泰爾縣的一個行政鎮區。

## 歷史
西部鎮區於1873年設立，因鎮區位於縣的西部而得名。

## 地方資料
西部鎮區的面積為91.98平方千米，當中陸地面積為89.15平方千米，而水域面積為2.83平方千米。根據2020年美國人口普查的數據，當地共有人口117人，而人口密度為每平方千米1.27人。